# Бурислав

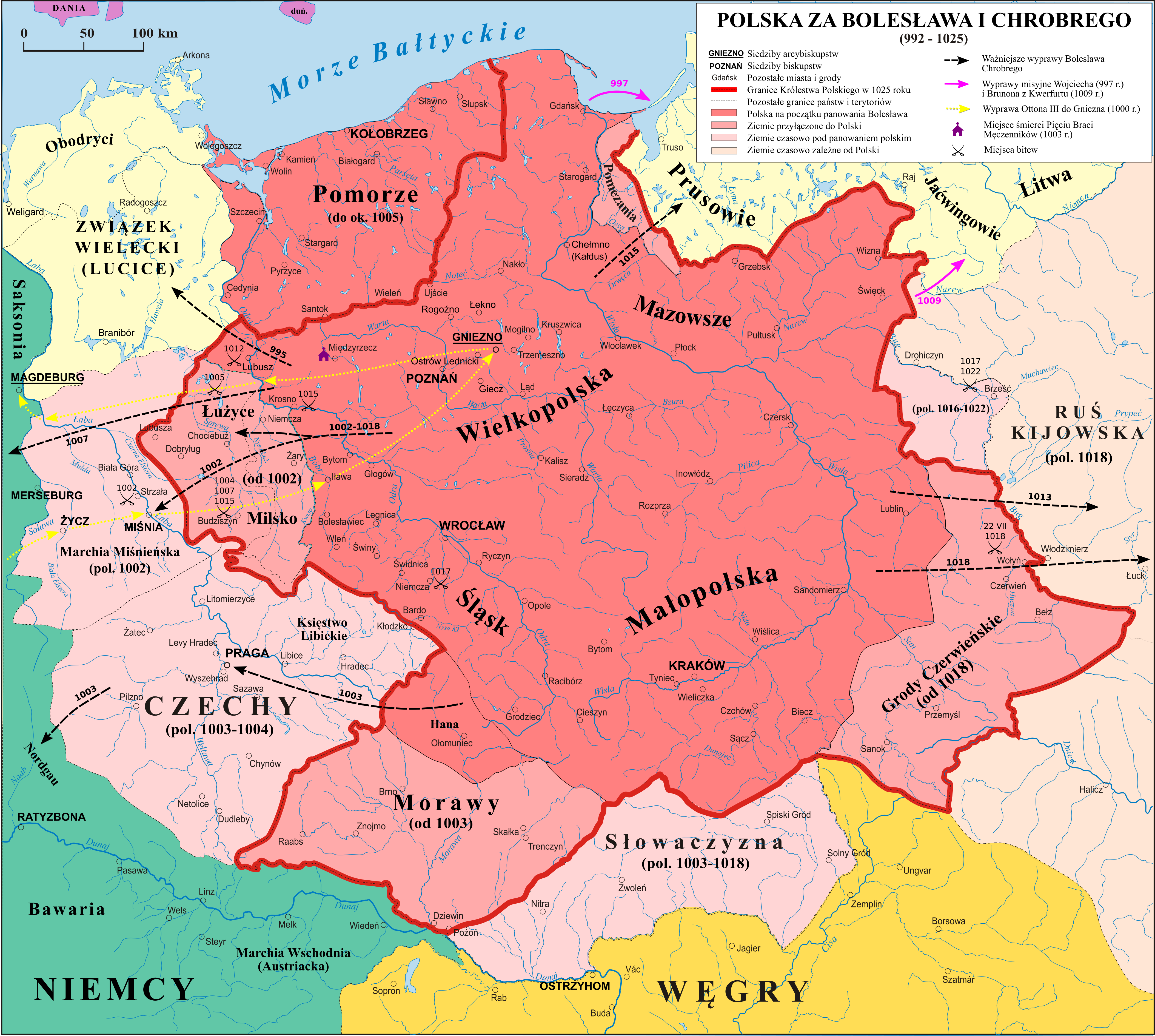
Польское княжество при Болеславе I Храбром

Бурислав (Бурислейв, Бурислейф; Burisleif, пол. Burysław; умер в 1008) — полумифический правитель вендов. Упоминается в скандинавских сагах и немецких преданиях.

## Биография

### Правление
По легендам, Бурислав имел власть над поморскими славянами и значительной частью населения побережья Балтийского моря. В «Саге о йомсвикингах» повествуется об основании викингом Палнатоки крепости Йомсборг, якобы в полученной от Бурислава местности близ устья Одера.

### Дети
У Бурислава было три дочери, а также жена погибшая в шторме (будучи при этом больной) которые вышли замуж: старшая, Гейра (ок. 965—985) — было два брака, первый муж умер и спустя год за Олава I Трюггвасона в 982 году; Астрид — за Зигвальда английского; Гунхильдa (возможно, это Сигрид Гордая) — за Свена I Вилобородого. Все три зятя были королями и знаменитыми богатырями. Согласно одной из саг, к Астрид сватался йомсвикинг Сигвальд Струт-Харальдссон.

## Историчность
Есть три версии об историчности этого лица:
- правитель вендов с именем Бурислав действительно существовал;
- авторы саг давали это имя любому славянскому правителю;
- это собирательный образ двух правителей: Болеслава I Храброго и его отца Мешко I.